# Coche de la Corona Real
El Coche de la Corona Real es un carruaje perteneciente a la Corona española que actualmente se expone en la Galería de las Colecciones Reales. El vehículo fue encargado por Fernando VII en la década de 1820 a los principales maestros carroceros de Madrid, junto con otras dos carrozas: el Coche de Caoba y el Landó de Bronces.
De los tres, se trata del vehículo más importante y destacado, destinado a la ceremonias más solemnes, donde estaba unido a un tiro de ocho caballos blancos. Fue diseñado por el maestro carrocero madrileño Julián González y su construcción abarcó desde 1829 hasta 1833.
En esta carroza viajaba el rey Alfonso XIII y la reina consorte Victoria Eugenia el 31 de mayo de 1906, día de su boda, cuando sufrió un atentado que la dañó. Tras su restauración, pasó a conservarse en las Caballerizas Reales y se limitó su uso.

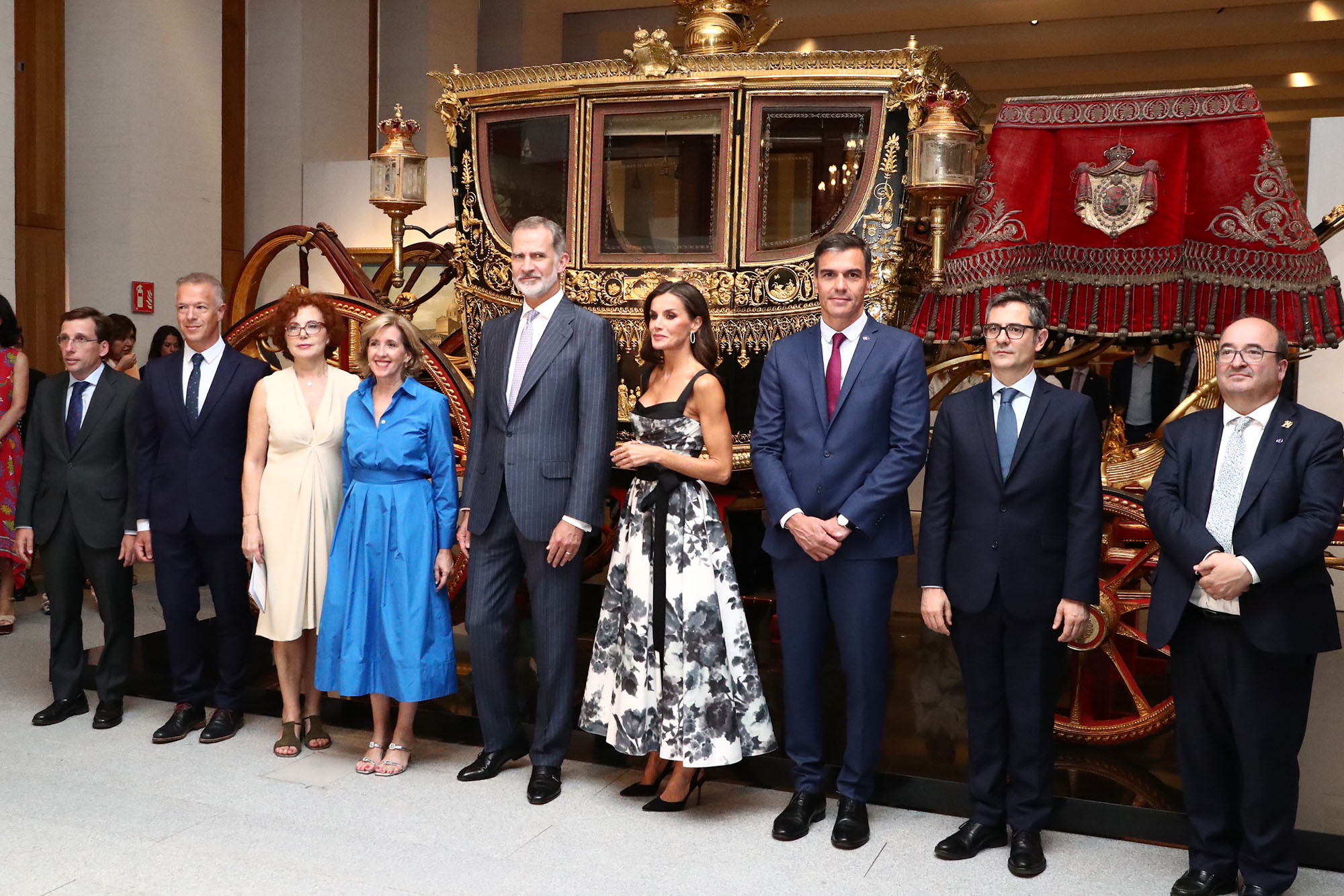
Los reyes Felipe VI de España y Letizia, junto a otras autoridades, ante el Coche de la Corona Real, durante el acto de inauguración de la Galería de las Colecciones Reales el 25 de julio de 2023.

El primer monarca en utilizarlo fue Isabel II, mientras que el último fue Alfonso XIII. Desde entonces, ha estado conservado por Patrimonio Nacional, primero en el Museo de Carruajes y, desde 2023, se expone en la Galería de las Colecciones Reales.